# Ctenopoma
Ctenopoma is een geslacht van straalvinnige vissen uit de familie van de klimbaarzen (Anabantidae).

## Soorten
- Ctenopoma acutirostre (Pellegrin, 1899).
- Ctenopoma argentoventer (Ahl, 1922).
- Ctenopoma ashbysmithi Banister & Bailey, 1979.
- Ctenopoma breviventrale (Pellegrin, 1938).
- Ctenopoma ctenotis (Boulenger, 1920).
- Ctenopoma garuanum (Ahl, 1927).
- Ctenopoma kingsleyae Günther, 1896.
- Ctenopoma machadoi (Fowler, 1930).
- Ctenopoma maculatum (Thominot, 1886).
- Ctenopoma multispine (Peters, 1844).
- Ctenopoma muriei (Boulenger, 1906).
- Ctenopoma nebulosum (Norris & Teugels, 1990).
- Ctenopoma nigropannosum (Reichenow, 1875).
- Ctenopoma ocellatum (Pellegrin, 1899).
- Ctenopoma oxyrhynchum (Boulenger, 1902).
- Ctenopoma pellegrini (Boulenger, 1902).
- Ctenopoma petherici (Günther, 1864).
- Ctenopoma riggenbachi (Ahl, 1927).
- Ctenopoma togoensis (Ahl, 1928).
- Ctenopoma weeksii (Boulenger, 1896).